# Codrington (Schiff)
HMS Codrington (D65) war der erste neugebaute Flottillenführer für die der A-Klasse der britischen Royal Navy. Sie war größer als die Zerstörer der neuen Flottille und verfügte über fünf 120-mm-Kanonen. Sie war, wie die folgenden Flottillenführer der „B“- bis „I“-Klasse nach einem britischen Seeoffizier benannt, deren Namen aber erst ab der Exmouth auch mit dem Buchstaben der Klasse anfingen. Der Flottillenführer war die erste Codrington der Royal Navy. Der Name sollte an die Schlacht von Navarino vor gerade 100 Jahren erinnern, in der Admiral Sir Edward Codrington (1770–1851) die alliierte Flotte befehligt hatte. Codrington hatte in der Schlacht von Trafalgar das Linienschiff Orion kommandiert.
Zu Beginn des Zweiten Weltkriegs gehörte der Flottillenführer schon zur Reserve. Er zeichnete sich 1940 vor Norwegen und bei der Evakuierung britischer Truppen vom Festland über Dünkirchen aus und erhielt dafür entsprechende Battle Honours. Am 27. Juli 1940 wurde das Schiff bei einem Luftangriff im Hafen von Dover durch einen Nahtreffer irreparabel beschädigt und konnte nicht mehr instand gesetzt werden.

## Geschichte des Schiffes
Das Schiff war am 6. März 1928 aus Mitteln des Haushalts 1927 bei Swan Hunter in Wallsend als erster Flottillenführer nach dem Ende des Ersten Weltkriegs bestellt. Die Kiellegung des Neubaus mit der Baunummer 1355 erfolgte am 20. Juni 1928 und der Stapellauf am 7. August 1929. Das Schiff war eine Weiterentwicklung der Flottillenführer der Scott-Klasse vom Ende des Ersten Weltkriegs unter Berücksichtigung der Pläne der beiden Prototypen Amazon und Ambuscade für den künftigen Bau neuer Zerstörer. Der Flottillenführer war sechs Meter länger als die Zerstörer der „A“-Klasse, um Platz für ein weiteres 120-mm-Geschütz und auf der Brücke für den Flottillenchef und seinen Stab zu bieten.
Die neun Flottillenführer der „A“- bis „I“-Klasse bildeten keine einheitliche Klasse wie noch die letzten im Weltkrieg bestellten Flottillenführer der Scott- oder Shakespeare-Klasse. Die drei folgenden Flottillenführer Keith, Kempenfeldt und Duncan erhielten keine längeren Rümpfe und kein zusätzliches Geschütz; Exmouth und Faulknor dann wieder den verlängerten Rumpf der Codrington und das fünfte 120-mm-Geschütz. Die drei letzten Flottillenführer für die „G“- bis „I“-Klasse hatten auch das fünfte Geschütz zwischen den Schornsteinen, waren aber nicht mehr so viel länger wie die zugehörigen Standardzerstörer.

siehe auch Die Flottillenführer der A- bis I-Klasse
Im Februar 1930 begannen dann die Testfahrten der Codrington, die auf ihrer Meilentestfahrt eine Geschwindigkeit von 37,74 kn (69,89 km/h) erreichte. Als nachteilig für den Verbandseinsatz erwies sich der größere Wendekreis des Schiffes, das am 4. Juni 1930 abgeliefert wurde. Zu diesem Zeitpunkt waren sieben Zerstörer der „A“-Klasse abgeliefert; lediglich die Acheron, die eine abweichende Kesselanlage erhalten sollte, war noch nicht abgeliefert.

### Friedenseinsätze
Die Codrington bildete mit den Zerstörern der „A“-Klasse die „3. Zerstörerflottille“, die der Mediterranean Fleet zugeordnet war. Sie ersetzten den Flottillenführer Keppel und Zerstörer der V- und W-Klasse. Die in Malta stationierte Flottille führte neben den Übungen auch ein umfangreiches Besuchsprogramm durch. Ab 1935 wurde durch sich verschärfende Konflikte mit Italien die Lage im Mittelmeer angespannter. Die Abessinienkrise führte im Herbst 1935 zu einer erheblichen Verstärkung der Mittelmeerflotte. Dazu kam ab dem Sommer 1936 der spanische Bürgerkrieg, der neben den zusätzlichen politischen Spannungen in Europa auch zu einer erheblichen Gefährdung britischer Interessen und britischer Staatsbürger führte.
1937 wurden die Codrington und die Zerstörer der „A“-Klasse in der „3. Zerstörerflottille“ durch die neuen Zerstörer der „I“-Klasse ersetzt. Nach einer kurzen Zeit ab Juni 1937 in der Reserve in Devonport wurde das Schiff 1938 in Plymouth als Maschinenschulschiff eingesetzt. 1939 wurde das Schiff wegen seiner störungsanfälligen Maschine überholt und kurz vor dem Kriegsbeginn wieder einsatzbereit. Sie wurde als Flottillenführer einer neugebildeten „19th Destroyer Flotilla“ in Sheerness wieder aktiviert, zu der die wieder aktivierten Zerstörer der „B“-Klasse gehörten.

### Kriegseinsätze

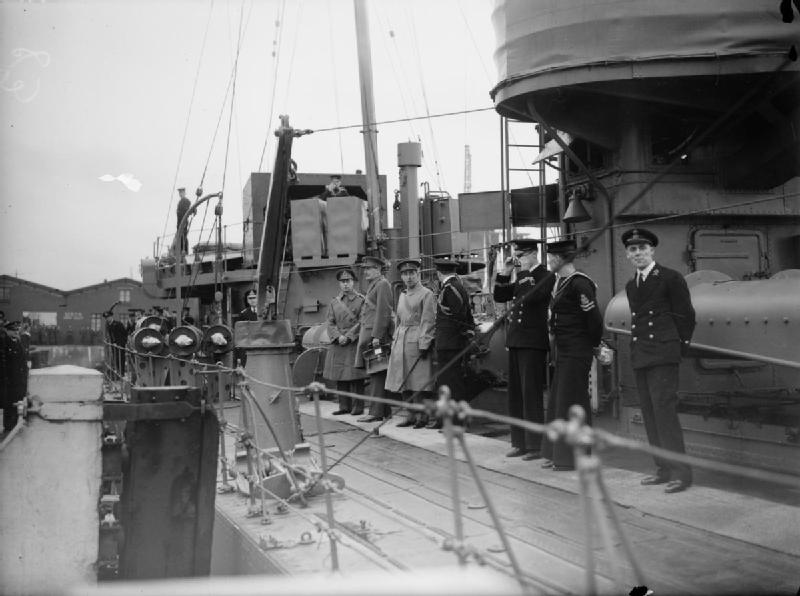
Rückkehr des Königs auf der Codrington vom Truppenbesuch

Bei Kriegsbeginn war das Schiff in heimatlichen Gewässern eingesetzt. Zu seinen Aufgaben gehörte die Sicherung von Geleitzügen in diesem Bereich, wozu insbesondere auch die Truppentransporte nach Frankreich zu rechnen waren. Dazu brachte die Codrington auch prominente Besucher zum Kontinent. So fuhr am 4. Dezember 1939 der britische König George VI. auf dem Flottillenführer von Dover nach Boulogne zu einem Truppenbesuch bei der in Frankreich stationierten British Expeditionary Force und kehrte auf der Codrington am 10. auch von Boulogne nach Dover zurück.

Am 4. Januar 1940 nutzte dann Winston Churchill, der Erste Lord der Admiralität, das Schiff zu einer Reise nach Frankreich und am 5. Februar fuhr der Premierminister Neville Chamberlain mit Winston Churchill und weiteren militärischen Führern von Dover nach Boulogne, um zu einem Treffen des alliierten Kriegsrats nach Paris zu reisen.

### Einsatz vor Norwegen
Die inzwischen als Flottillenführer bei der „1st Destroyer Flotilla“ in Harwich als Ersatz für die gesunkene Grenville eingesetzte Codrington sollte Anfang April 1940 an einem alliierten Einsatz gegen Norwegen teilnehmen. Diese Pläne wurde aufgegeben, als die Deutschen überraschend Norwegen und Dänemark besetzten (Unternehmen Weserübung). Das Schiff wurde bei den Sicherungskräften der Home Fleet eingesetzt. Vom 24. bis zum 27. April 1940 geleitete die Codrington zusammen mit dem Zerstörer Fame das französische Truppengeleit FP.2 von Scapa Flow nach Harstad. Auf drei französischen Truppentransportern wurde die 27. Alpenjäger-Halbbrigade nach Norwegen überführt. Gesichert wurde der Verband auch durch die französischen Großzerstörer Tartu, Chevalier Paul und Milan. Am 28. führte die Codrington mit dem alliierten Oberbefehlshaber, Admiral of the Fleet Earl of Cork and Orrery, und dem französischen Kommandeur, General Béthouart, eine Erkundungsfahrt nach Narvik durch und beschoss auf dem Weg deutsche Stellungen.

### Evakuierungen
Der deutsche Angriff im Westen führte am 10. Mai zum Abzug des Schiffes aus Norwegen und zur Verlegung nach Dover. Am 13. Mai evakuierte der Flottillenführer Angehörige der niederländischen Königsfamilie von IJmuiden nach Großbritannien ins Exil.
Ende Mai / Anfang Juni 1940 evakuierte die Codrington gemeinsam mit vielen anderen Schiffen um Dünkirchen eingekesselte alliierte Truppen (Operation Dynamo). Sie führte sieben Fahrten durch und war einer der wenigen Zerstörer, die trotz andauernder Luftangriffe nicht erheblich beschädigt wurden. Entsprechende Unternehmungen von nordfranzösischen Häfen aus schlossen sich an.

### Das Ende derCodrington
Ende Juli 1940 wurde in der in Dover liegenden Codrington eine Kesselreinigung durchgeführt.
Bei einem der ersten größeren Luftangriffe der deutschen Luftwaffe auf Großbritannien sank der Zerstörerführer am 27. Juli 1940 im Hafen von Dover nach einem Nahtreffer eines Ju-88-Bombers. Die Explosion zerbrach den Kiel des Schiffes, das im Hafenbecken sank. Da es nicht direkt getroffen wurde, waren nur drei Verletzte zu beklagen. Das Wrack der Codrington wurde erst nach dem Krieg beseitigt.